# Humata viscidula
Humata viscidula là một loài dương xỉ trong họ Davalliaceae. Loài này được Alderw. mô tả khoa học đầu tiên năm 1909.
Danh pháp khoa học của loài này chưa được làm sáng tỏ. 